# Беспосадочный перелёт Хабаровск — Львов
Беспосадочный перелёт Хабаровск — Львов — беспосадочный перелёт советских авиаторов, совершённый в 1940 году на самолёте ЦКБ-30 «Украина».

## История

Подготовка самолёта «Украина»

Целью полёта экипажа в составе командира — капитана Марии Нестеренко, второго пилота — капитана Марии Михалевой и штурмана — старшего лейтенанта Нины Русаковой было установление нового женского мирового рекорда дальности полета. Этого прежде всего хотел начальник Главного управления ВВС РККА командарм второго ранга Александр Локтионов, который в своё время всячески противился рекордному полёту женского экипажа «Родины» только потому, что его возглавляла гражданский лётчик Валентина Гризодубова. «Его», составленный из тщательно подобранных для этой цели военных летчиц экипаж, должен был отобрать лавры первенства у экипажа самолёта «Родина», который годом раньше пролетел от Москвы до дальневосточного посёлка Керби.
Но сначала девушки предприняли попытку дальнего перелёта по маршруту Москва—Свердловск—Севастополь—Москва на самолёте ЦКБ-30 № 2, который поднялся в воздух 5 июля 1940 года. Однако из-за неблагоприятных погодных условий перелёт был прекращен ещё на первом этапе — согласно полученному по радио приказу «Украина» приземлилась под Свердловском. Теперь же они были настроены пробиться сквозь любую непогоду, во что бы то ни стало установить рекорд дальности, который от них ждало командование ВВС РККА.
27 июля 1940 года в 8 часов 08 минут тот же самый экипаж на самолёте ЦКБ-30 № 1 взлетел из Хабаровска в надежде выполнить перелёт от восточных до западных границ Советского Союза — города Львова. На Большой аэродром Хабаровска приехало все военное руководство Дальневосточного фронта. В дальний путь до Львова женский экипаж самолёта ЦКБ-30 «Украина» провожали: командующий ДВФ — командарм Г. М. Штерн, член военного совета ДВФ — армейский комиссар Н. И. Бирюков, командующий авиацией Дальневосточного фронта комкор — П. Ф. Жигарев и другие высокопоставленные военные, а также партийное и советское руководство Хабаровска.
Отрезок маршрута Хабаровск—Рухлово—озеро Байкал—Тайшет экипаж преодолел без особых трудностей. Но в районе Красноярска самолёт попал в зону грозовой деятельности, и машину, несмотря на попытки смены эшелона полета, изрядно потрепало. За Новосибирском «Украина» начала интенсивно обледеневать. Срывавшиеся с лопастей винтов куски льда пробили остекление кабины пилотов. Самолёт с трудом слушался управления. А на траверзе Омска из-за сильного обледенения самолёт стал вообще практически неуправляемым. Удержать его в горизонтальном полёте летчицам не удалось и он «посыпался» вниз. Это падение продолжалось с 6000 метров до 1000 метров. К этой высоте часть льда с самолёта облетело, поэтому Нестеренко и Михалёвой удалось вывести «Украину» в горизонтальный полет.
За Уралом погода несколько улучшилась, но по радио на борт сообщили, что дальше по маршруту экипаж ожидают дожди, низкая, до 100 метров, облачность. В районе Москвы тоже сильные осадки, туман. У организаторов перелёта не было сомнений, что сильный встречный ветер и семичасовая борьба экипажа с воздушной стихией привели к повышенному расходу топлива. Взвесив все «за» и «против», в Москве приняли решение о прекращении перелета. Марии Нестеренко оставалось только выполнить этот приказ. Утром 28 июля 1940 года самолёт совершил вынужденную посадку на поле в районе деревни Исаково (Санчурский район Кировской области), не долетев до Львова 2200 км.
Подъехавшие к месту посадки члены правительственной комиссии зафиксировали, что за 22 часа 32 минуты полёта экипаж «Украины» в составе капитанов Марии Нестеренко и Марии Михалевой, старшего лейтенанта Нины Русаковой преодолели около 6000 километров. Этот полёт был признан выдающимся, в котором, как писала «Комсомольская правда» 30 июля 1940 года, экипаж «проявил отвагу и высокое мастерство».
Мировой рекорд (6450 км), установленный в сентябре 1938 года экипажем В. С. Гризодубовой на самолёте АНТ-37 «Родина», превышен не был. По этой причине перелёт экипажа самолёта «Украина» был очень быстро предан забвению.
В октябре 1941 года группа советских военачальников и их членов семей, обвиненных в измене Родине, были расстрелны под Куйбышевым. В числе расстрелянных военных, в частности, были: Александр Локтионов, Григорий Штерн, Мария Нестеренко, Павел Рычагов (муж Нестеренко).
Мария Михалёва и Нина Русакова продолжили свою военную службу, воевали в Великой Отечественной войне и умерли после войны.

## Память
- Памятью о некоторых участниках и организаторах этого перелёта, расстрелянных, остался памятный знак, установленный под Самарой на месте расстрела.[2]